# Jean-Baptiste Sanfourche
Jean-Baptiste Sanfourche, nacido en Cénac (Gironda), en 1831 y muerto (-), fue un arquitecto francés.
Alumno de la Escuela de Bellas Artes de París y de Simon-Claude Constant-Dufeux. La enseñanza de Constant-Dufeux es emblemática del papel definitorio de la historia para los arquitectos del siglo XIX. Recientemente ha aparecido un conjunto de notas de este taller que documenta su enseñanza.  En 1860, Jean-Baptiste Sanfourche se convierte en agente especial encargado de llevar los registros diarios necesarios para la regularidad de las operaciones contables de la Lista de Edificios Religiosos de Angers (Maine-et-Loire). Se trasladó a Vitoria, en España, donde construyó la estación de ferrocarril de Vitoria. El ferrocarril llegó en 1862 a Vitoria, cuando se inauguró el tramo Miranda de Ebro-Alsasua de la línea ferroviaria Madrid-Hendaya, que unía Madrid, Valladolid, Burgos, la estación de San Sebastián (España), Irún con el resto del País Vasco.  